# اسفنگوزین کیناز
اسفنگوزین کیناز (انگلیسی: Sphingosine kinase) یا به اختصار «SphK»، یک لیپید کیناز است که تشکیل اسفنگوزین-۱-فسفات را از پیش‌سازش اسفنگولیپید اسفنگوزین تسهیل می‌کند. متابولیت‌های اسفنگولیپید همچون سرامید، اسفنگوزین و اسفنگوزین-۱-فسفات، پیام‌رسان‌های ثانویهٔ لیپیدی هستند که در فرایندهای گوناگون سلولی دخالت دارند.
نوع نوع از SphK تا کنون شناسایی شده‌است:  اسفنگوزین کیناز ۱ (SphK1) و اسفنگوزین کیناز ۲ (SphK2).
SphK1 در سیتوزول سلول‌های یوکاریوت‌ها یافت می‌شود و در اثر فعال‌شدن، به غشاء پلاسمایی سلول مهاجرت می‌کند. SphK2 در هستهٔ سلول قرار دارد.

## برای مطالعهٔ بیشتر
- Stoffel W, Bauer E, Stahl J (1974). "The metabolism of sphingosine bases in Tetrahymena pyriformis Sphingosine kinase and sphingosine-1-phosphate lyase". Hoppe-Seyler's Z. Physiol. Chem. 355 (1): 61–74. doi:10.1515/bchm2.1974.355.1.61. PMID 4373374.
- Stoffel W, Heimann G, Hellenbroich B (1973). "Sphingosine kinase in blood platelets". Hoppe-Seyler's Z. Physiol. Chem. 354 (5): 562–6. doi:10.1515/bchm2.1973.354.1.562. PMID 4372149.